# Turn It on Again: The Hits
Turn It on Again: The Hits är ett samlingsalbum av Genesis, utgivet i oktober 1999.
Albumet innehåller främst låtar från banduppsättningen Tony Banks/Phil Collins/Mike Rutherford. En låt finns med från Peter Gabriel-tiden, "I Know What I Like (In Your Wardrobe)" från Selling England by the Pound. Dessutom finns en nyinspelning av "The Carpet Crawlers", inspelad med Gabriel och Steve Hackett.

## Låtlista
Samtliga låtar skrivna av Tony Banks, Phil Collins och Mike Rutherford, om inte annat anges.
1. "Turn It on Again" - 3:50
2. "Invisible Touch" - 3:28
3. "Mama" - 5:18
4. "Land of Confusion" - 4:46
5. "I Can't Dance" - 4:00
6. "Follow You, Follow Me" - 3:59
7. "Hold on My Heart" - 4:38
8. "Abacab" - 4:10
9. "I Know What I Like (In Your Wardrobe)" (Banks/Collins/Peter Gabriel/Steve Hackett/Rutherford) - 4:06
10. "No Son of Mine" - 5:46
11. "Tonight, Tonight, Tonight" - 4:28
12. "In Too Deep" - 4:58
13. "Congo" (Banks/Rutherford) - 4:03
14. "Jesus He Knows Me" - 4:16
15. "That's All" - 4:24
16. "Misunderstanding" - 3:11
17. "Throwing It All Away" - 3:50
18. "The Carpet Crawlers 1999" (Banks/Collins/Gabriel/Hackett/Rutherford) - 5:40